# Chanson et danses
Chanson et danses, op. 50, est une œuvre de musique de chambre de Vincent d'Indy composée en 1898 pour septuor d'instruments à vent.

## Présentation
Chanson et danses est un septuor de Vincent d'Indy composé en 1898. Sous-titrée « divertissement pour instruments à vent », l’œuvre constitue l'opus 50 du compositeur et est écrite pour une flûte, un hautbois, deux clarinettes, un cor et deux bassons,. 
La partition est dédiée au clarinettiste Prosper Mimart et créée par la Société de musique de chambre pour instruments à vent, dont fait partie le dédicataire, le 7 mars 1899 à la salle Pleyel, en compagnie d'un Septuor pour piano et instruments à vent de René de Boisdeffre,. Chanson et danses est ensuite redonné à la Société nationale de musique, le 10 mars 1900, avec parmi les interprètes Prosper Mimart, de nouveau, et Philippe Gaubert, notamment. 
L’œuvre, d'une durée moyenne d'exécution de quinze minutes environ, est constituée de deux mouvements, dans lesquels se reflètent selon les mots de d'Indy les « sueurs des danseuses espagnoles » (le compositeur ayant fait à l'invitation du violoniste Mathieu Crickboom un long séjour en Catalogne), : 
1. Chanson ;
2. Danses.

Gustave Samazeuilh, auteur d'une réduction pour piano à quatre mains de la partition, salue l'ouvrage, « où au tendre contour du thème initial quelque peu parent de celui de Siegfried-Idyll succède un brillant divertissement, de couleur un peu espagnole, qui ramène, pour conclure, la phrase méditative du début ».
Quant à Léon Vallas, il considère que c'est « la plus jolie chose peut-être qu'ait écrite d'Indy, la plus librement mélodique ».

## Discographie
- Vincent d'Indy : musique de chambre, Solistes de l'Orchestre philharmonique du Luxembourg, quatuor Louvigny, François Kerdoncuff (piano), Timpani 1C1119, 2007[8].
- Gounod, d'Indy, avec la Petite symphonie, Solistes de l'Orchestre de Paris (octuor à vent Maurice Bourgue), Calliope, 2023 (rééd.).